# Кальтвассер (Воля Конопницька)
Колонія Кальвассер (пол. Kaltwasser) — колишнє німецьке поселення, засноване у 1781 році німецькими колоністами з Баден-Вюртемберг, Гессен та інших німецьких земель. Поселення межувало: на заході — з Суховолею, на півдні — з Лапаївкою, на півночі — з Рудно та на сході — з Зимною Водою. Під своєю назвою існувало до березня 1939 року, коли було перейменоване на село Воля Конопницька. По закінченню другої світової війни Воля Конопницька остаточно увійшла до складу села Водяне. Нині територія колишнього Кальтвассеру обмежується сучасними вулицями Франка, Городоцькою, Шевченка, Заньковецької, Зеленою, які належать до села Зимна Вода.

## Історія
У 1772 році, у результаті розділу Речі Посполитої, колишні королівщини опинилися у складі Австрійської імперії та у 1774 році Галичина отримала офіційну назву — «Королівство Галіції та Лодомерії». Одночасно було скасовано орден єзуїтів, введено аболіційні контракти, кадастрову карту, поступово розвивалась освіта, почало відновлюватись господарство села.
Почалося масове заселення села німецькими колоністами. Частина села, де вони оселилися, у 1781 році отримала назву колонія «Кальтвассер». Тоді тут мешкало 17 родин з Мангайма та Франкфурта-на-Майні. Пізніше, внаслідок поділу великих земельних ділянок, утворилося ще 5 менших та на них колоністами збудовано ще п'ять будинків. Таким чином, Кальтвассер нараховував вже 22 номери. Одночасно із заселенням Кальтвассера, у Зимній Воді, оселяються ще сім родин з інших регіонів Німеччини.
Перші поселенці колонії за віросповіданням були євангелістами. У 1824 році, на території Кальтвассеру, була збудована однокласна німецька школа, яка мала приватний статус. У 1909 році її відвідувало 39 дітей, з них 34 — німецьких. Саме навколо цієї школи об'єдналася громада Кальтвассера. Громаді доводилось важко утримувати школу, незважаючи на різні пожертви від діяльності товариства й церкви. Причиною було те, що німецька громада села повинна була вносити, приблизно 40 років, свою частку для польської школи в Зимній Воді та русинської (української), що була побудована в Рудному біля церкви, оскільки більшість німецьких власників були власниками земель на цих територіях. До 1905 року Кальтвасер був самостійною політичною громадою, але невдовзі до неї приєдналась громада села Конопниця, яка була заселена мазурами (німці, понімечені поляки і прусси).
11 березня 1939 року, розпорядженням міністра внутрішніх справ Польщі Феліціяна Складовського, було змінено німецькі назви поселень (колоній) на польські, у тому числі й назва німецької колонії «Кальтвассер», яку було перейменовано на Волю Конопницьку та була заснована громадська Рада (пол. Gmina Zbiorowa), до якої увійшли громади сіл Зимна Вода, Воля Конопницька, Холодновідка, Лапаївка та Рудно, а головою громадської Ради в Зимній Воді обрано колишнього очільника «Кальтвассеру» Рудольфа Вершнера.
1 вересня 1939 року була розпочата Німеччиною та Словаччиною військова операція проти Польщі. У відповідь Велика Британія і Франція, згідно з попередніми домовленостями з польським урядом, 3 вересня 1939 року оголосили війну Німеччині, що ознаменувало початок другої світової війни. Військові дії (війна) між Польщею та Німеччиною була швидкоплинними й тривали 22 дні.
Разом з німецькою армією, виїжджали і німецькі колоністи Зимної Води. У грудні 1939 року була заснована комісія з переселення, повернення на батьківщину, з поновленням своїх громадянських прав, осіб, які під час війни опинилися за межами своєї країни та перебували тривалий час поза батьківщиною. Комісія складалася з трьох осіб — одного фольксдойче з Берліна, мешканця міста Львова Рудольфа Войзе та одного місцевого мешканця. Охочих переселитися була дуже велика кількість, які добре розуміли, що значить жити під владою більшовиків. Новоприбулих переселенців поселяли у історичній області Силезія (нині вона поділена між Польщею, Чехією та Німеччиною, згідно з рішеннями Ялтинської та Потсдамської конференцій). 16 січня 1940 року жінки з дітьми були відправлені у товарних вагонах зі станції Зимна Вода до Перемишля, а наступного дня, 17 січня, чоловіки возами поїхали у слід за ними. Таким чином була розпущена та припинила своє існування євангелістська громада Зимної Води.
Перед від'їздом деякі мешканці Рудна, Зимної Води, Суховолі прийшли, щоби попрощатися зі своїми сусідами. На згадку про себе німецькі колоністи подарували святий образ, намальований олійною фарбою для греко-католицької церкви. У Зимній Воді цей факт засвідчує, що відносини між українцями та німецькими колоністами були добросусідськими, теплими та щирими.